# Piribedil
Piribedil (Trivastal, Pronoran, Trastal, Trivastan) je antiparkinsonski agens derivat piperazina koji deluje kao agonist D2 i D3 receptora. On isto tako deluje kao antagonist α2-adrenergičkog receptora.

## Indikacije
- Treatman Parkinsonove bolesti, bilo putem monoterapije (bez L-DOPA (Levodope)), ili u kombinaciji sa L-DOPA terapijom.
- Treatman patološkog kognitivnog deficita kod starih osoba.
- Treatman nesvestice kod starijih osoba.
- Treatman retinalnih ishemijskih manifestacija.

## Spoljašnje veze
- Piribedil